# 782 Montefiore
782 Montefiore è un asteroide della fascia principale del diametro medio di circa 11,88 km. Scoperto nel 1914, presenta un'orbita caratterizzata da un semiasse maggiore pari a 2,1796803 UA e da un'eccentricità di 0,0384704, inclinata di 5,26249° rispetto all'eclittica.
Il suo nome è probabilmente un omaggio a Clarice Sebag-Montefiore, moglie di Alphonse Mayer Rotschild. Quest'ultimo era il secondogenito del barone Albert von Rotschild, al quale è dedicato l'asteroide 719 Albert.